# St.-Michael-Straße 13 (Magdeburg)

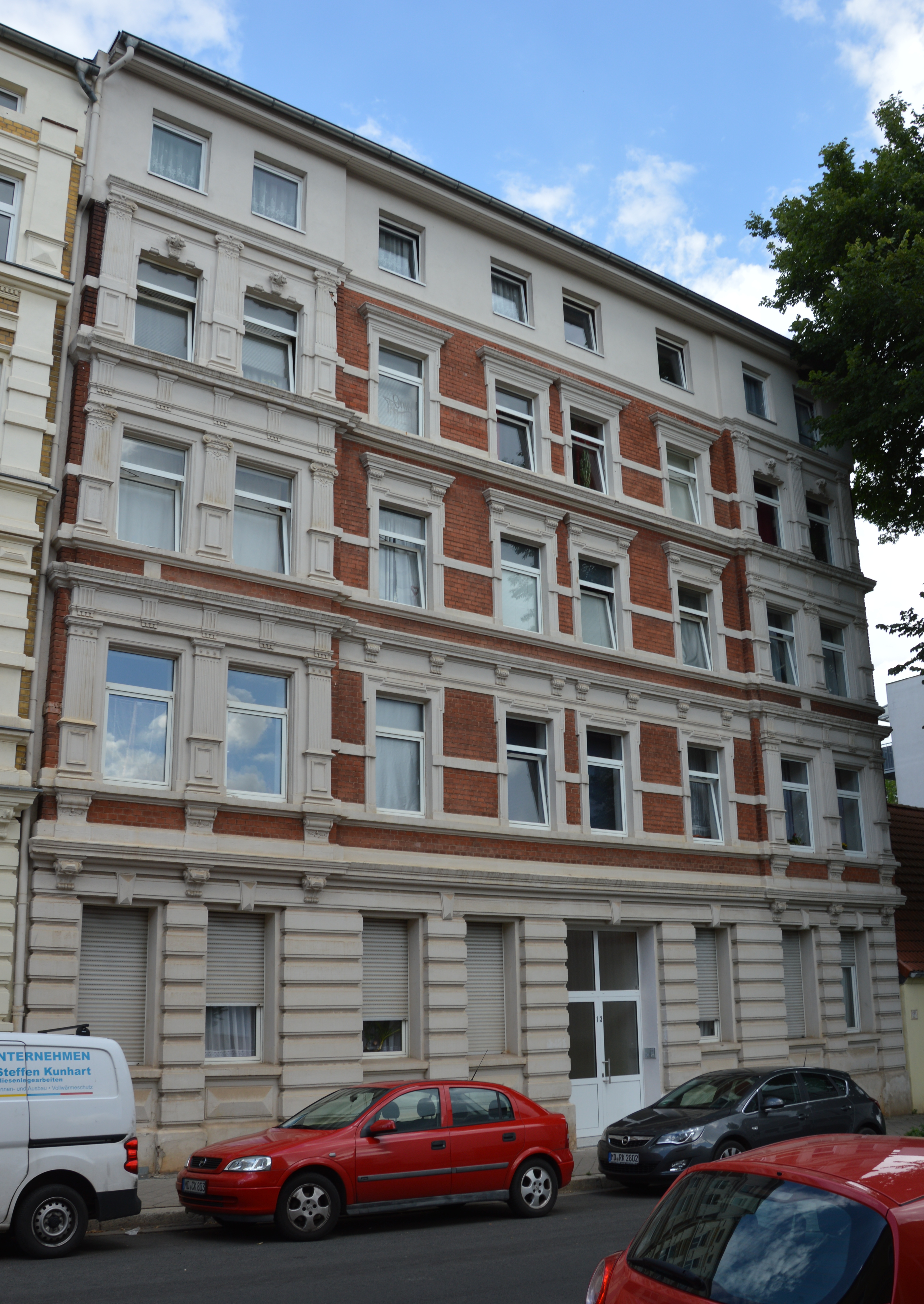
St.-Michael-Straße 13

Das Haus St.-Michael-Straße 13 ist ein denkmalgeschütztes Gebäude im Magdeburger Stadtteil Sudenburg in Sachsen-Anhalt.

## Lage
Es befindet sich auf der Nordseite der St.-Michael-Straße. Westlich des Hauses befindet sich das gleichfalls denkmalgeschützte Gebäude St.-Michael-Straße 14.

## Architektur und Geschichte
Das Klinkergebäude wurde im Jahr 1887 von W. Herrmann errichtet. Der viereinhalbgeschossige Bau ist im Stil der Neorenaissance verziert. Die achtachsige Fassade des Wohnhauses ist durch stark profilierte Gesimse horizontal gegliedert. Am Erdgeschoss befindet sich eine Rustizierung, an den Obergeschossen finden sich geohrte Fensterrahmungen. Vor den oberen Geschossen befindet sich jeweils an den beiden äußeren Achsen ein flacher Seitenerker. Die dort befindlichen kannelierten Pilaster sind in dorische und ionischer Ordnung ausgeführt. Am ersten und zweiten Obergeschoss befinden sich Triglyphenfriese. Das Mezzaningeschoss wurde später umgebaut.
Gemeinsam mit dem benachbarten Haus St.-Michael-Straße 14 und den Häusern 5, 6 und 10 gehört es zu den prägnanten Zeugnissen für die gründerzeitliche Bebauung der Straße. Ein besonderer Kontrast ergibt sich zu den kleineren älteren Bauten aus der Mitte des 19. Jahrhunderts.
Im örtlichen Denkmalverzeichnis ist das Wohnhaus unter der Erfassungsnummer 094 76651 als Baudenkmal verzeichnet.